# Lijst van fjorden in Noorwegen
Hieronder volgt een lijst van fjorden in Noorwegen gerangschikt in alfabetische volgorde.

## A
- Åfjord
- Altafjord
- Åmøyfjord
- Årdalsfjord
- Aurlandsfjord

## B
- Batnfjord
- Boknafjord
- Byfjord

## E
- Eidfjord
- Eidangerfjord
- Erfjord

## F
- Finnøyfjord
- Fisterfjord
- Fognafjord
- Foldfjord
- Førdefjord
- Frierfjord

## G
- Gandsfjord
- Gapafjord
- Gardssundfjord
- Geirangerfjord
- Grindafjord

## H
- Hardangerfjord
- Håsteinsfjord
- Herdlefjord
- Hervikfjord
- Hidlefjord
- Hjeltefjord
- Hjørundfjord
- Høgsfjord
- Høyangfjord
- Hylsfjord

## I
- Iddefjord
- Idsefjord
- Indre Oslofjord

## J
- Jelsafjord
- Jøsenfjord

## K
- Kvitsøyfjord

## L
- Langangsfjord
- Loddefjord
- Lustrafjord
- Lyngenfjord
- Lysakerfjord
- Lysefjord

## M
- Mefjord
- Melfjord
- Midtgulen

## N
- Nærøyfjord
- Namsfjord
- Nordalsfjord
- Nordfjord
- Nordgul

## O
- Ofotfjord
- Økstrafjord
- Ombofjord
- Orkdalsfjord
- Ormefjord
- Oslofjord
- Osterfjord

## P
- Porsangerfjord

## R
- Rombaken
- Rombaksbaai
- Romsdalsfjord

## S
- Sandefjordsfjord
- Sandeidsfjord
- Sandsfjord
- Saudafjord
- Skjoldafjord
- Skudenesfjord
- Sognefjord
- Sørfjord
- Sørgul
- Stavfjord
- Storfjord (fjord)
- Sunndalsfjord

## T
- Tafjord
- Talgjefjord
- Tingvollfjord
- Tjongsfjord
- Tomrefjord
- Trollfjord
- Trondheimfjord
- Tysfjord

## V
- Værangfjord
- Varangerfjord
- Vatsfjord
- Vefsnfjord
- Vestfjord, Lofoten
- Vestfjord, Nordkapp
- Vestfjord, Nøtterøy
- Vestfjord, Oslofjord
- Vestfjord, Tinn
- Vetlefjord
- Vindafjord
- Vinnspoll

## Y
- Yrkefjord
- Ytre Oslofjord

## Lange fjorden
| rang | naam                                      | lengte (km) |
| ---- | ----------------------------------------- | ----------- |
| 1    | Sognefjord (Solund–Skjolden)              | 204         |
| 2    | Hardangerfjord (Bømlo–Odda)               | 179         |
| 3    | Trondheimfjord (Agdenes–Steinkjer)        | 126         |
| 4    | Porsangerfjord (Sværholtklubben–Brennelv) | 123         |
| 5    | Storfjord (Hareidlandet–Geiranger)        | 110         |
| 6    | Nordfjord (Husevågøy–Loen)                | 106         |
| 7    | Oslofjord (Færder–Oslo)                   | 100         |